# Narcís Feliu de la Penya i Farell
Narcís Feliu de la Penya i Farell   (Barcelona, 1642 - Barcelona, 14 de febrer de 1712) fou un advocat, publicista i historiador català.

## Biografia
Descendent d'una important nissaga de pagesos de Mataró, Feliu de la Penya va ser cronista, advocat, economista, publicista i membre de l'orde de Santiago. Va representar intel·lectualment els interessos de la burgesia catalana, especialment els tèxtils, en un moment d'inici de la recuperació econòmica després de la crisi del segle xvii, i ell mateix va participar en la fundació de la companyia tèxtil Santa Creu (1690). També fou un cronista català i el representant més conegut de la generació del 1680 del projectisme català. Escriví les seves obres en castellà, com era habitual a l'època. Proposà i dissenyà una fortalesa a Calabuig (a l'Empordà). Durant el setge de Barcelona (1697) es refugià al Convent de la Mercè de Barcelona on tenia un germà que en fou prior i general de l'orde. El 1704 fou empresonat per austriacista durant «quinze mesos sense dir-nos perquè ni formar-nos causa» i les seves obres requisades per un tal Velasco. Narcís Feliu morí a casa seva el 14 de febrer del 1712.
El seu germà eclesiàstic Salvador Feliu de la Penya i Farell fou expulsat per les autoritats borbòniques el 1714.

## Obres
- Político discurso... a S. M. suplicando mande y procure impedir el sobrado trato y uso de algunas ropas extranjeras que acaban el comercio y pierden las artes en Cataluña, 1681.
- Fènix de Catalunya: Fenix de Cataluña: compendio de sus antiguas grandezas y medio para renovarlas, 1683.
- Anales de Cataluña (vol. 1), 1709.[3]
- Anales de Cataluña (vol. 2), 1709.
- Anales de Cataluña (vol. 3), 1709.